# Roza Lipaić
Roza Lipaić (Subotica, 5. listopada 1925. – 2006.) je samouka naivna umjetnica slikarica s Bikova. Rodom je bačka Hrvatica. 

## Životopis
Rođena je 1925. u Subotici na salašu kod senćanske pruge. Slikarski su joj dar prepoznali još u osnovnoj školi. Strossmayerova galerija u Zagrebu bila je raspisala natječaj za mlade talente. Roza je tad bila u drugom razredu osnovne škole. Njen je učitelj poslao njen rad na taj natječaj, nakon kojeg su Rozu Lipaić pozvali na besplatno školovanje na umjetničkoj školi. To besplatno školovanje je pohađala dok je trajala osnovna škola. Njeni roditelji nisu imali razumijevanje za njeno daljnje umjetničko obrazovanje te je to školovanje prekinuto, a Roza je ostala na salašu. 
1950. se udala. Na suprugovo hrabrenje, bavi se opet bavi slikanjem. Ukrašavala je uskrsna jaja. Potom je prešla na veće površine. Oslikavala je zidove svoje obiteljske kuće i svojih bližnjih. Prelazi na rafinirane tehnike. Prvo je prešla na akvarel a poslije i na tehniku ulja na platnu. Njen dar nije ostao neuočen. Mjesni ju je župnik u Bikovu pozvao neka oslika strop i zidove župne kuće.
1971. se godine uključila s još nekoliko poznatih naivnih slikarica u rad Likovne sekcije HKPD Matija Gubec Tavankut, nakon što su to već učinile naivne slikarice Jela Cvijanov iz Male Bosne, Nina Poljaković i Ana Skenderović te slikarice slamarke Anica Balažević iz Tavankuta, Rozina mještanka Teza Vilov, Ruška Poljaković i Matija Dulić iz Đurđina, Ruža Sarić i Marija Matković iz Subotice i ostale.
Slikar i pedagog Stipan Šabić početkom 1990-ih aktivirao je zamrli rad Likovne sekcije HKC Bunjevačko kolo. Ondje je Lipaićeva slikala sve do smrti. Slikala je u tavankutskoj likovnoj koloniji, u nekoliko saziva umjetničke kolonije Bunarić. Izlagala je na većem broju skupnih izložbi, uglavnom izložbama naivnog slikarstva žena: u Domovima kulture u Tavankutu, Uzdinu, u Opovu, Subotici i dr. Prvi je put samostalno izlagala povodom Dužijance 2006. godine. Izložba se zvala S Božjom pomoći.
Tema njenih slika su ljudi, običaji, salaši, događaji iz djetinjstva, sakralne teme a i bajkoviti prizori. Njena djela krase HKC Bunjevačko kolo i privatne zbirke. Njeno je slikanje imalo zajedničkih crta s Paulom Gauguinom i fovistima Lipaić slika "gradeći snažne kiparske likove i slikajući svijetlim i jakim bojama" slikajući "poseban svijet u kojemu je ne robujući onomu što ju okružuje sama izmaštala svoj odlazak iz obične sive svakodnevice koju je živjela".

## Vanjske poveznice
- IKA Subotica: Započelo središnje slavlje Dužijance 2006.